# Cyprinodon meeki
Cyprinodon meeki là một loài cá thuộc họ Cyprinodontidae. Nó là loài đặc hữu của México.